# Atatlahuaca
Atatlahuaca är en ort i Mexiko.   Den ligger i kommunen San Juan Bautista Atatlahuca och delstaten Oaxaca, i den sydöstra delen av landet, 300 km sydost om huvudstaden Mexico City. Atatlahuaca ligger 1 041 meter över havet och antalet invånare är 1 384.
Terrängen runt Atatlahuaca är varierad. Atatlahuaca ligger nere i en dal. Runt Atatlahuaca är det mycket glesbefolkat, med 4 invånare per kvadratkilometer. Närmaste större samhälle är San Miguel Aloápam, 20,0 km sydost om Atatlahuaca. I omgivningarna runt Atatlahuaca växer i huvudsak blandskog.